# فهرست جایزه‌های آخرین بازمانده از ما
آخرین بازمانده از ما یک بازی اکشن-ماجراجویی است که توسط ناتی داگ ساخته و توسط سونی اینتراکتیو انترتینمنت منتشر شده‌است. فهرست جوایز بدست آمده توسط این بازی به شرح ذیل می‌باشد

## جوایز
| جوایز                          | تاریخ           | بخش                            | جوایز و نامزدی‌ها                             | نتیجه             | منبع   |
| ------------------------------ | --------------- | ------------------------------ | -------------------------------------------- | ----------------- | ------ |
| جوایز بازی‌های ویدئویی اسپایک   | دسامبر ۷, ۲۰۱۲  | مورد انتظارترین بازی           | آخرین بازمانده از ما                         | نامزدشده          | [ ۱ ]  |
| جایزه گلدن جوی استیک           | اکتبر ۲۶, ۲۰۱۳  | بهترین بازی جدید               | آخرین بازمانده از ما                         | برنده             | [ ۲ ]  |
| جایزه گلدن جوی استیک           | اکتبر ۲۶, ۲۰۱۳  | بهترین داستان                  | آخرین بازمانده از ما                         | برنده             | [ ۲ ]  |
| جایزه گلدن جوی استیک           | اکتبر ۲۶, ۲۰۱۳  | بهترین شرکت سازنده             | ناتی داگ                                     | برنده             | [ ۲ ]  |
| جایزه گلدن جوی استیک           | اکتبر ۲۶, ۲۰۱۳  | بهترین بازی سال                | آخرین بازمانده از ما                         | نامزدشده          | [ ۳ ]  |
| جایزه گلدن جوی استیک           | اکتبر ۲۶, ۲۰۱۳  | بهترین طراحی بصری              | آخرین بازمانده از ما                         | نامزدشده          | [ ۳ ]  |
| جایزه گلدن جوی استیک           | اکتبر ۲۶, ۲۰۱۳  | بهترین لحظه                    | "Joel's loss"                                | نامزدشده          | [ ۳ ]  |
| جوایز بازی‌های ویدئویی اسپایک   | دسامبر ۷, ۲۰۱۳  | بهترین شرکت سازنده             | ناتی داگ                                     | برنده             | [ ۴ ]  |
| جوایز بازی‌های ویدئویی اسپایک   | دسامبر ۷, ۲۰۱۳  | بهترین بازی پلی استیشن         | آخرین بازمانده از ما                         | برنده             | [ ۴ ]  |
| جوایز بازی‌های ویدئویی اسپایک   | دسامبر ۷, ۲۰۱۳  | بهترین صداگذاری مرد            | تروی بیکر در نقش جوئل                        | برنده             | [ ۴ ]  |
| جوایز بازی‌های ویدئویی اسپایک   | دسامبر ۷, ۲۰۱۳  | بهترین صداگذاری زن             | اشلی جانسون در نقش الی                       | برنده             | [ ۴ ]  |
| جوایز بازی‌های ویدئویی اسپایک   | دسامبر ۷, ۲۰۱۳  | بهترین بازی سال                | آخرین بازمانده از ما                         | نامزدشده          | [ ۴ ]  |
| جوایز بازی‌های ویدئویی اسپایک   | دسامبر ۷, ۲۰۱۳  | بهترین بازی اکشن ماجراجویی     | آخرین بازمانده از ما                         | نامزدشده          | [ ۴ ]  |
| جوایز بازی‌های ویدئویی اسپایک   | دسامبر ۷, ۲۰۱۳  | بهترین موسیقی                  | آخرین بازمانده از ما                         | نامزدشده          | [ ۴ ]  |
| جوایز آنی                      | فوریه ۱, ۲۰۱۴   | بهترین بازی انیمیشن شده        | آخرین بازمانده از ما                         | برنده             | [ ۵ ]  |
| جایزه انجمن نویسندگان آمریکا   | فوریه ۱, ۲۰۱۴   | بهترین داستان                  | آخرین بازمانده از ما                         | برنده             | [ ۶ ]  |
| جوایز دی.آی.سی.ای.             | فوریه ۷, ۲۰۱۴   | بهترین بازی سال                | آخرین بازمانده از ما                         | برنده             | [ ۷ ]  |
| جوایز دی.آی.سی.ای.             | فوریه ۷, ۲۰۱۴   | بهترین طراحی صدا               | آخرین بازمانده از ما                         | برنده             | [ ۷ ]  |
| جوایز دی.آی.سی.ای.             | فوریه ۷, ۲۰۱۴   | بهترین داستان                  | آخرین بازمانده از ما                         | برنده             | [ ۷ ]  |
| جوایز دی.آی.سی.ای.             | فوریه ۷, ۲۰۱۴   | بهترین عملکرد شخصیت            | اشلی جانسون در نقش الی                       | برنده             | [ ۷ ]  |
| جوایز دی.آی.سی.ای.             | فوریه ۷, ۲۰۱۴   | بهترین نوآوری                  | آخرین بازمانده از ما                         | برنده             | [ ۷ ]  |
| جوایز دی.آی.سی.ای.             | فوریه ۷, ۲۰۱۴   | بهترین بازی ماجراجویی          | آخرین بازمانده از ما                         | برنده             | [ ۷ ]  |
| جوایز دی.آی.سی.ای.             | فوریه ۷, ۲۰۱۴   | بهترین انیمیشن                 | آخرین بازمانده از ما                         | برنده             | [ ۷ ]  |
| جوایز دی.آی.سی.ای.             | فوریه ۷, ۲۰۱۴   | بهترین کارگردانی هنری          | آخرین بازمانده از ما                         | برنده             | [ ۷ ]  |
| جوایز دی.آی.سی.ای.             | فوریه ۷, ۲۰۱۴   | بهتری عملکرد بصری              | آخرین بازمانده از ما                         | برنده             | [ ۷ ]  |
| جوایز دی.آی.سی.ای.             | فوریه ۷, ۲۰۱۴   | بهترین کارگردانی               | آخرین بازمانده از ما                         | برنده             | [ ۷ ]  |
| جوایز دی.آی.سی.ای.             | فوریه ۷, ۲۰۱۴   | بهترین گیم پلی                 | آخرین بازمانده از ما                         | نامزدشده          | [ ۷ ]  |
| جوایز دی.آی.سی.ای.             | فوریه ۷, ۲۰۱۴   | بهترین صداگذاری شخصیت          | تروی بیکر as Joel                            | نامزدشده          | [ ۷ ]  |
| جوایز دی.آی.سی.ای.             | فوریه ۷, ۲۰۱۴   | بهترین بازی آنلاین             | آخرین بازمانده از ما                         | نامزدشده          | [ ۷ ]  |
| جوایز بازی نیویورک             | فوریه ۱۱, ۲۰۱۴  | بهترین بازی سال                | آخرین بازمانده از ما                         | برنده             | [ ۸ ]  |
| جوایز بازی نیویورک             | فوریه ۱۱, ۲۰۱۴  | بهترین نویسندگی در بازی        | آخرین بازمانده از ما                         | نامزدشده          | [ ۹ ]  |
| جوایز بازی نیویورک             | فوریه ۱۱, ۲۰۱۴  | بهترین موسیقی                  | آخرین بازمانده از ما                         | نامزدشده          | [ ۹ ]  |
| جوایز بازی نیویورک             | فوریه ۱۱, ۲۰۱۴  | بهترین جهان ساخته شده در بازی  | سالت لیک سیتی                                | نامزدشده          | [ ۹ ]  |
| جوایز بازی نیویورک             | فوریه ۱۱, ۲۰۱۴  | بهترین شخصیت                   | تروی بیکر در نقش جوئل (آخرین بازمانده از ما) | نامزدشده          | [ ۹ ]  |
| جوایز بازی اس‌اکس‌اس‌دبلیو        | مارس ۸, ۲۰۱۴    | بهترین بازی سال                | آخرین بازمانده از ما                         | برنده             | [ ۱۰ ] |
| جوایز بازی اس‌اکس‌اس‌دبلیو        | مارس ۸, ۲۰۱۴    | بهترین داستان                  | آخرین بازمانده از ما                         | برنده             | [ ۱۰ ] |
| جوایز بازی اس‌اکس‌اس‌دبلیو        | مارس ۸, ۲۰۱۴    | بهترین جلوه‌های ویژه            | آخرین بازمانده از ما                         | برنده             | [ ۱۰ ] |
| جوایز بازی اس‌اکس‌اس‌دبلیو        | مارس ۸, ۲۰۱۴    | بهترین موسیقی                  | آخرین بازمانده از ما                         | برنده             | [ ۱۰ ] |
| جوایز بازی اس‌اکس‌اس‌دبلیو        | مارس ۸, ۲۰۱۴    | بهترین گیم پلی                 | آخرین بازمانده از ما                         | نامزدشده          | [ ۱۱ ] |
| جوایز بازی اس‌اکس‌اس‌دبلیو        | مارس ۸, ۲۰۱۴    | بهترین انیمیشن                 | آخرین بازمانده از ما                         | نامزدشده          | [ ۱۱ ] |
| جوایز بازی اس‌اکس‌اس‌دبلیو        | مارس ۸, ۲۰۱۴    | بهترین نوآوری                  | آخرین بازمانده از ما                         | نامزدشده          | [ ۱۱ ] |
| جوایز بازی فرهنگستان بریتانیا  | مارس ۱۲, ۲۰۱۴   | بهترین بازی اکشن ماجراجویی     | آخرین بازمانده از ما                         | برنده             | [ ۱۲ ] |
| جوایز بازی فرهنگستان بریتانیا  | مارس ۱۲, ۲۰۱۴   | بهترین بازی هنری               | آخرین بازمانده از ما                         | نامزدشده          | [ ۱۲ ] |
| جوایز بازی فرهنگستان بریتانیا  | مارس ۱۲, ۲۰۱۴   | بهترین صدا گذاری               | آخرین بازمانده از ما                         | برنده             | [ ۱۲ ] |
| جوایز بازی فرهنگستان بریتانیا  | مارس ۱۲, ۲۰۱۴   | بهترین بازی سال                | آخرین بازمانده از ما                         | برنده             | [ ۱۲ ] |
| جوایز بازی فرهنگستان بریتانیا  | مارس ۱۲, ۲۰۱۴   | بهترین طراحی بازی              | آخرین بازمانده از ما                         | نامزدشده          | [ ۱۲ ] |
| جوایز بازی فرهنگستان بریتانیا  | مارس ۱۲, ۲۰۱۴   | بهتری بازی گروهی               | آخرین بازمانده از ما                         | نامزدشده          | [ ۱۲ ] |
| جوایز بازی فرهنگستان بریتانیا  | مارس ۱۲, ۲۰۱۴   | بهترین موسیقی                  | آخرین بازمانده از ما                         | نامزدشده          | [ ۱۲ ] |
| جوایز بازی فرهنگستان بریتانیا  | مارس ۱۲, ۲۰۱۴   | بهترین صداگذاری شخصیت          | اشلی جانسون در نقش الی                       | برنده             | [ ۱۲ ] |
| جوایز بازی فرهنگستان بریتانیا  | مارس ۱۲, ۲۰۱۴   | بهترین صداگذاری شخصیت          | تروی بیکر در نقش جوئل                        | نامزدشده          | [ ۱۲ ] |
| جوایز بازی فرهنگستان بریتانیا  | مارس ۱۲, ۲۰۱۴   | بهترین داستان                  | آخرین بازمانده از ما                         | برنده             | [ ۱۲ ] |
| جوایز انتخاب توسعه‌دهندگان بازی | مارس ۱۹, ۲۰۱۴   | بهترین بازی سال                | آخرین بازمانده از ما                         | برنده             | [ ۱۳ ] |
| جوایز انتخاب توسعه‌دهندگان بازی | مارس ۱۹, ۲۰۱۴   | بهترین طراحی بازی              | آخرین بازمانده از ما                         | برنده             | [ ۱۳ ] |
| جوایز انتخاب توسعه‌دهندگان بازی | مارس ۱۹, ۲۰۱۴   | بهترین داستان                  | آخرین بازمانده از ما                         | برنده             | [ ۱۳ ] |
| جوایز انتخاب توسعه‌دهندگان بازی | مارس ۱۹, ۲۰۱۴   | بهترین تکنولوژی                | آخرین بازمانده از ما                         | نامزدشده          | [ ۱۳ ] |
| جوایز انتخاب توسعه‌دهندگان بازی | مارس ۱۹, ۲۰۱۴   | جوایز انتخاب توسعه‌دهندگان بازی | آخرین بازمانده از ما                         | نامزدشده          | [ ۱۳ ] |
| جوایز صدا در بازی‌های کامپیوتری | مارس ۲۰, ۲۰۱۴   | بهترین صدا در بازی کامپیوتری   | آخرین بازمانده از ما                         | برنده             | [ ۱۴ ] |
| جوایز صدا در بازی‌های کامپیوتری | مارس ۲۰, ۲۰۱۴   | بهترین طراحی صدا               | آخرین بازمانده از ما                         | برنده             | [ ۱۴ ] |
| جوایز صدا در بازی‌های کامپیوتری | مارس ۲۰, ۲۰۱۴   | بهترین میکس صدا                | آخرین بازمانده از ما                         | برنده             | [ ۱۴ ] |
| جوایز صدا در بازی‌های کامپیوتری | مارس ۲۰, ۲۰۱۴   | بهترین دیالوگ                  | آخرین بازمانده از ما                         | برنده             | [ ۱۴ ] |
| جوایز صدا در بازی‌های کامپیوتری | مارس ۲۰, ۲۰۱۴   | موسیقی برتر سال                | آخرین بازمانده از ما                         | نامزدشده          | [ ۱۵ ] |
| جوایز صدا در بازی‌های کامپیوتری | مارس ۲۰, ۲۰۱۴   | بهترین آلبوم موسیقی            | آخرین بازمانده از ما                         | نامزدشده          | [ ۱۵ ] |
| جوایز صدا در بازی‌های کامپیوتری | مارس ۲۰, ۲۰۱۴   | بهترین نتیجه تعاملی            | آخرین بازمانده از ما                         | نامزدشده          | [ ۱۵ ] |
| جوایز صدا در بازی‌های کامپیوتری | مارس ۲۰, ۲۰۱۴   | بهترین بخش سینماتیک            | آخرین بازمانده از ما                         | نامزدشده          | [ ۱۵ ] |
| جوایز صدا در بازی‌های کامپیوتری | مارس ۲۰, ۲۰۱۴   | بهترین موسیقی اصلی             | آهنگ اصلی                                    | نامزدشده          | [ ۱۵ ] |
| جوایز بازی                     | جوایز بازی ۲۰۱۴ | بهترین ریمستر                  | آخرین بازمانده از ما                         | نامزدشده          | [ ۱۶ ] |
| جوایز انتخاب توسعه‌دهندگان بازی | مارس ۴, ۲۰۱۵    | بهترین تکنولوژی                | آخرین بازمانده از ما                         | Honorable Mention | [ ۱۷ ] |